# Enoplolaimus regius
Enoplolaimus regius är en rundmaskart som beskrevs av Stephen Donald Hopper 1962. Enoplolaimus regius ingår i släktet Enoplolaimus och familjen Enoplidae. Inga underarter finns listade i Catalogue of Life.